# 大磐
大磐，本名蒲速越，金朝官员，渤海人，大氏。大㚖之子。
完颜亮时，以大臣子升任登州刺史，袭猛安。正隆六年（1161年），官至右骁骑副都指挥使。金世宗大定三年（1163年），任为嵩州刺史，从仆散忠义伐南宋有功，为左卫将军。大定五年（1165年），召为符宝郎，拜拱卫直都指挥使。大定八年（1168年），奉命访求良弓，多自取，被告发，有妹在宫中为宝林，于是嘱托内侍僧儿转告宝林，向世宗求情，无效，降为陇州防御使。改毫州防御使，后来升任武宁军节度使，又因罪除名。其后历任韩州刺史、祁州刺史。大定二十三年（1183年），因无罪掠死染工，妄认良人二十五口为奴，削官四阶，被解职。他多次获罪，后再未被起用。因是功臣大㚖的儿子，仍世袭猛安谋克。